# Приют-Шуран
Приют-Шуран — деревня в Муслюмовском районе Татарстана. Входит в состав Кряш-Шуранского сельского поселения.

## География
Находится в восточной части Татарстана на расстоянии приблизительно 14 км на север по прямой от районного центра села Муслюмово.

## История
Основана во второй половине XVIII века, упоминалась еще и как Мазино.

## Население
Постоянных жителей было: в 1870 году — 193, в 1920—379, в 1926—312, в 1938—523, в 1949—438, в 1958—349, в 1970—235, в 1979—184, в 1989—100,76 в 2002 году (русские 91 %), 70 в 2010.